# Cercomacra
Cercomacra är ett fågelsläkte i familjen myrfåglar inom ordningen tättingar. Släktet omfattar sju arter, varav en akut hotad, som förekommer från östra Panama till östra Bolivia:
- Manúmyrfågel (C. manu)
- Grå myrfågel (C. cinerascens)
- Riodejaneiromyrfågel (C. brasiliana)
- Matogrossomyrfågel (C. melanaria)
- Bananalmyrfågel (C. ferdinandi)
- Kolmyrfågel (C. nigricans)
- Riobrancomyrfågel (C. carbonaria)

Tidigare fördes arterna i Cercomacroides till Cercomacra. DNA-studier visar dock att de inte är varandras närmaste släktingar.